# Loire-les-Marais
Loire-les-Marais ist eine französische Gemeinde mit 382 Einwohnern (Stand: 1. Januar 2022) im Département Charente-Maritime in der Region Nouvelle-Aquitaine. Fouras gehört zum Arrondissement Rochefort und zum Kanton Tonnay-Charente. Die Einwohner werden Loirains oder Loiréins genannt.

## Geographie
Loire-les-Marais liegt etwa zehn Kilometer östlich der Atlantikküste und etwa vier Kilometer nordnordöstlich von Rochefort. Umgeben wird Loire-les-Marais von den Nachbargemeinden Ciré-d’Aunis im Norden, Muron im Nordosten und Osten, Tonnay-Charente im Südosten und Süden, Rochefort im Südwesten sowie Breuil-Magné im Westen. 

## Bevölkerungsentwicklung
| Jahr                       | 1962 | 1968 | 1975 | 1982 | 1990 | 1999 | 2006 | 2019 |
| Einwohner                  | 168  | 172  | 165  | 268  | 314  | 326  | 333  | 395  |
| Quellen: Cassini und INSEE |      |      |      |      |      |      |      |      |

## Sehenswürdigkeiten
- Kirche Notre-Dame-de-l’Assomption (Mariä Himmelfahrt)

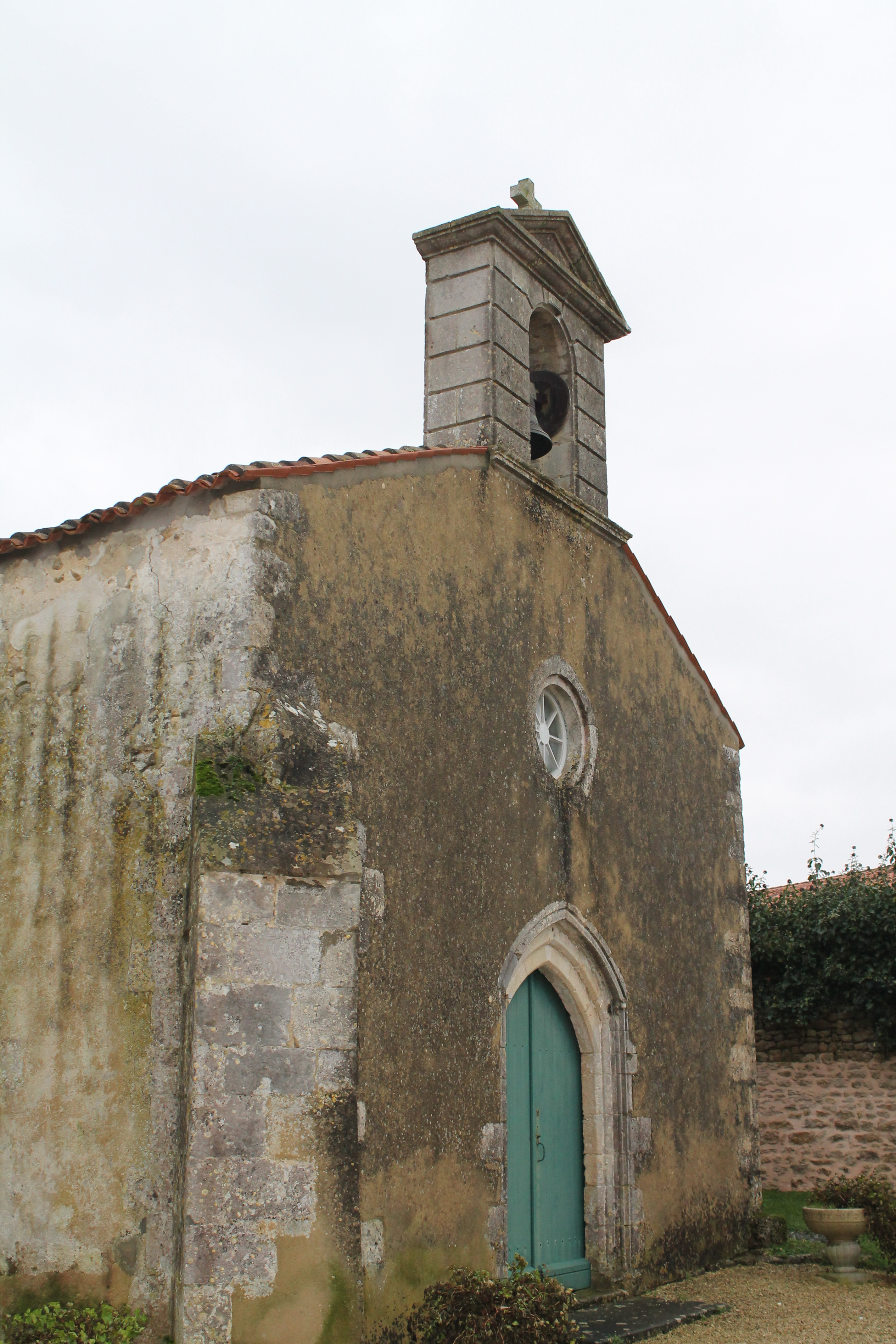
Kirche Mariä Himmelfahrt

- Brunnen